# Guadazaón
El Guadazaón es un curso de agua del interior de la península ibérica, afluente del Cabriel. Discurre por la provincia española de Cuenca.

## Descripción
El río Guadazaón, que atraviesa en dirección noroeste-sureste parte de la provincia de Cuenca, pertenece a la cuenca hidrográfica del Júcar. Nacería cerca de Valdemoro, desde donde baja hacia el Cabriel, en el que desemboca a la altura de Enguídanos, no sin dejar antes a ambos lados de su curso municipios como Pajarón, Reillo, Carboneras de Guadazaón y Cardenete. Aparece descrito en el noveno volumen del Diccionario geográfico-estadístico-histórico de España y sus posesiones de Ultramar de Pascual Madoz de la siguiente manera:

GUADAZAON: r. que nace en la prov. de Cuenca, part. jud. de Cañete, térm. jurisd. de Valdemoro: lleva como dos muelas de agua; baña los limites de Valdemoro, en donde tiene un puente de dos arcos de madera apoyados en tres pilastras de piedra, sigue despues por Valdemorales, Pajaron, Reyllo, Carboneras y Cardenete, reuniendose al Cabriel en térm. de Enguidanos.
(Madoz, 1847, p. 33)

Sus aguas acaban vertidas en el Mediterráneo.